# Carl Georg Brunius

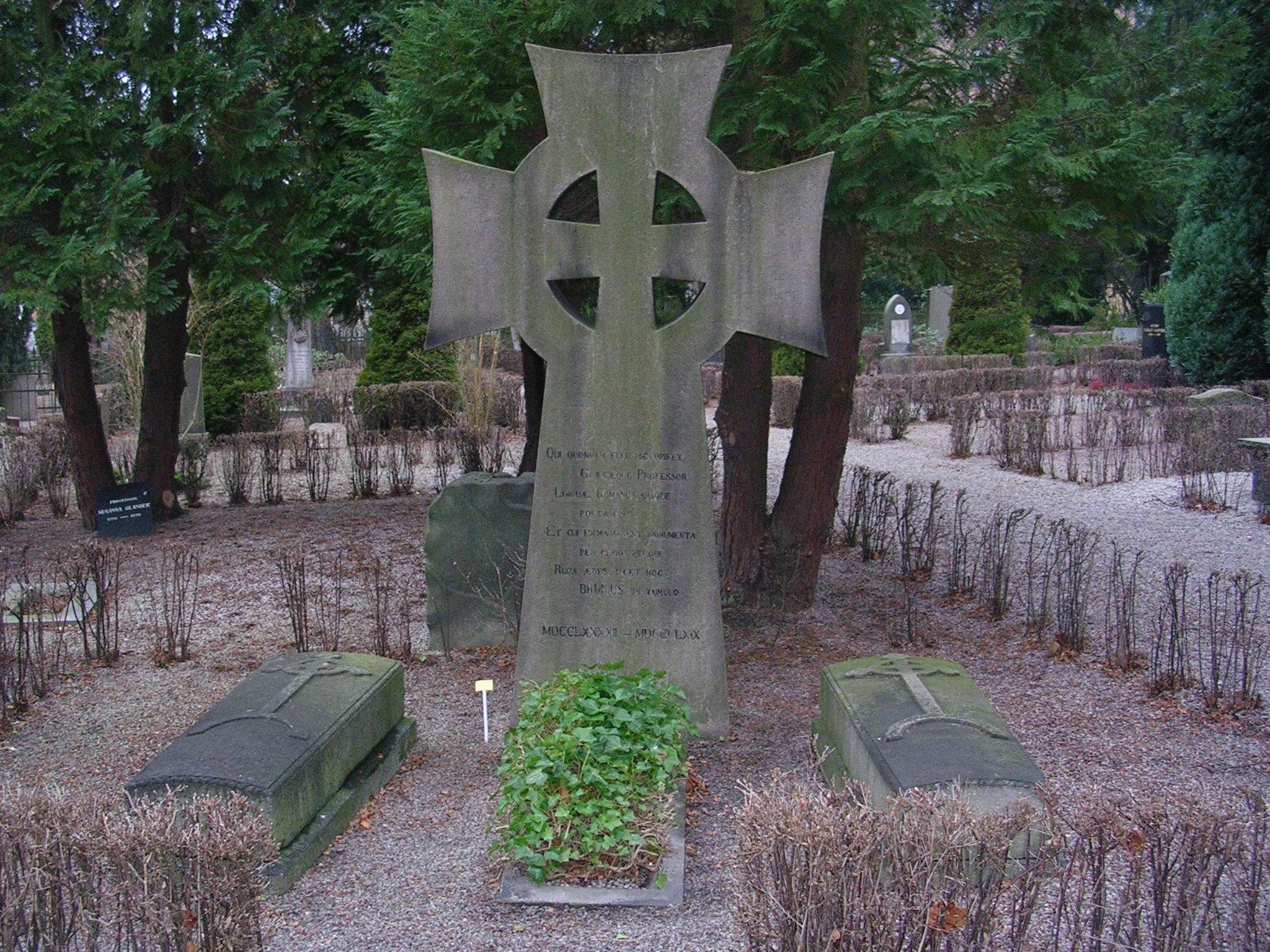
Gravsten.

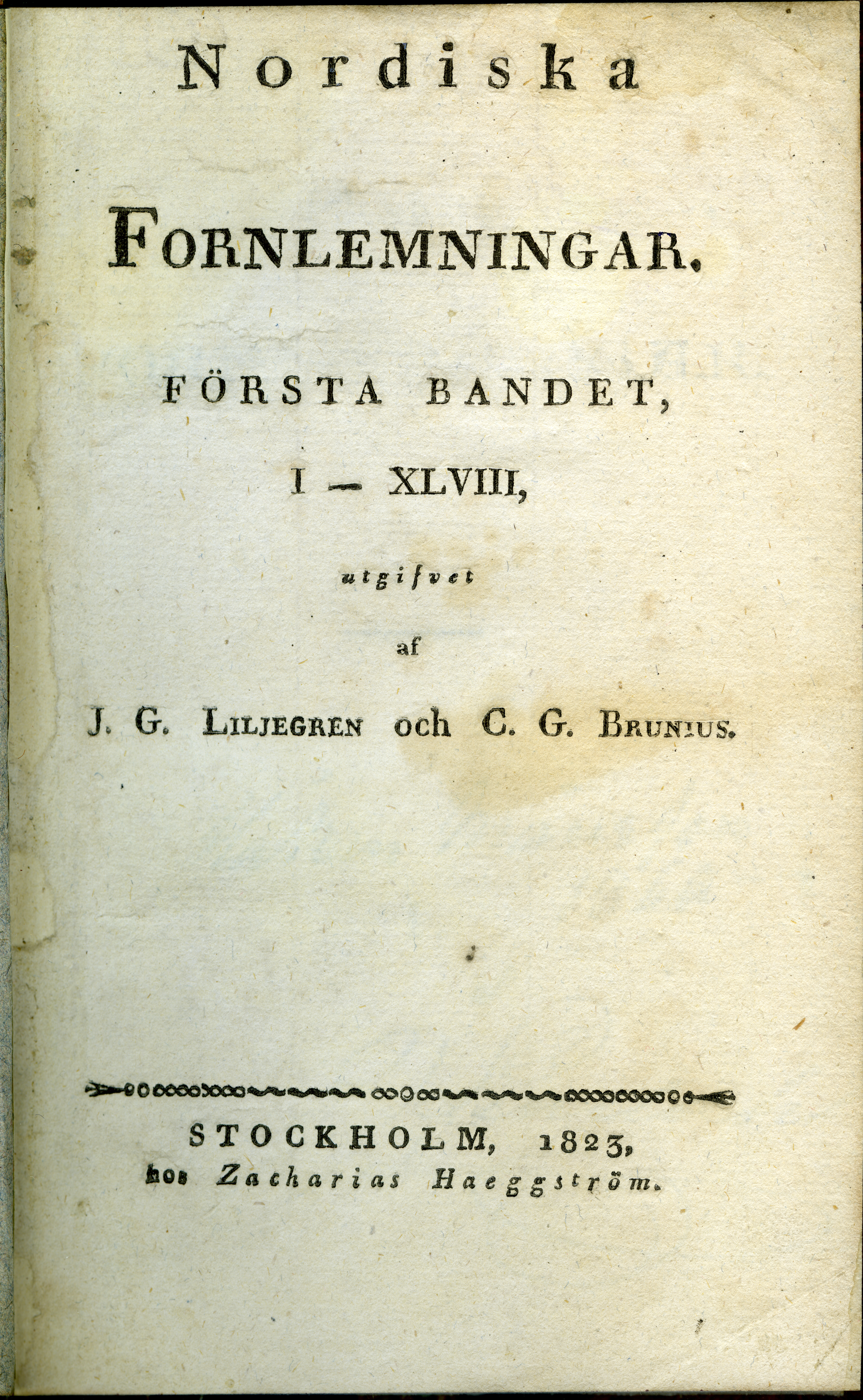
Titelbladet till Nordiska fornlemningar (1823).

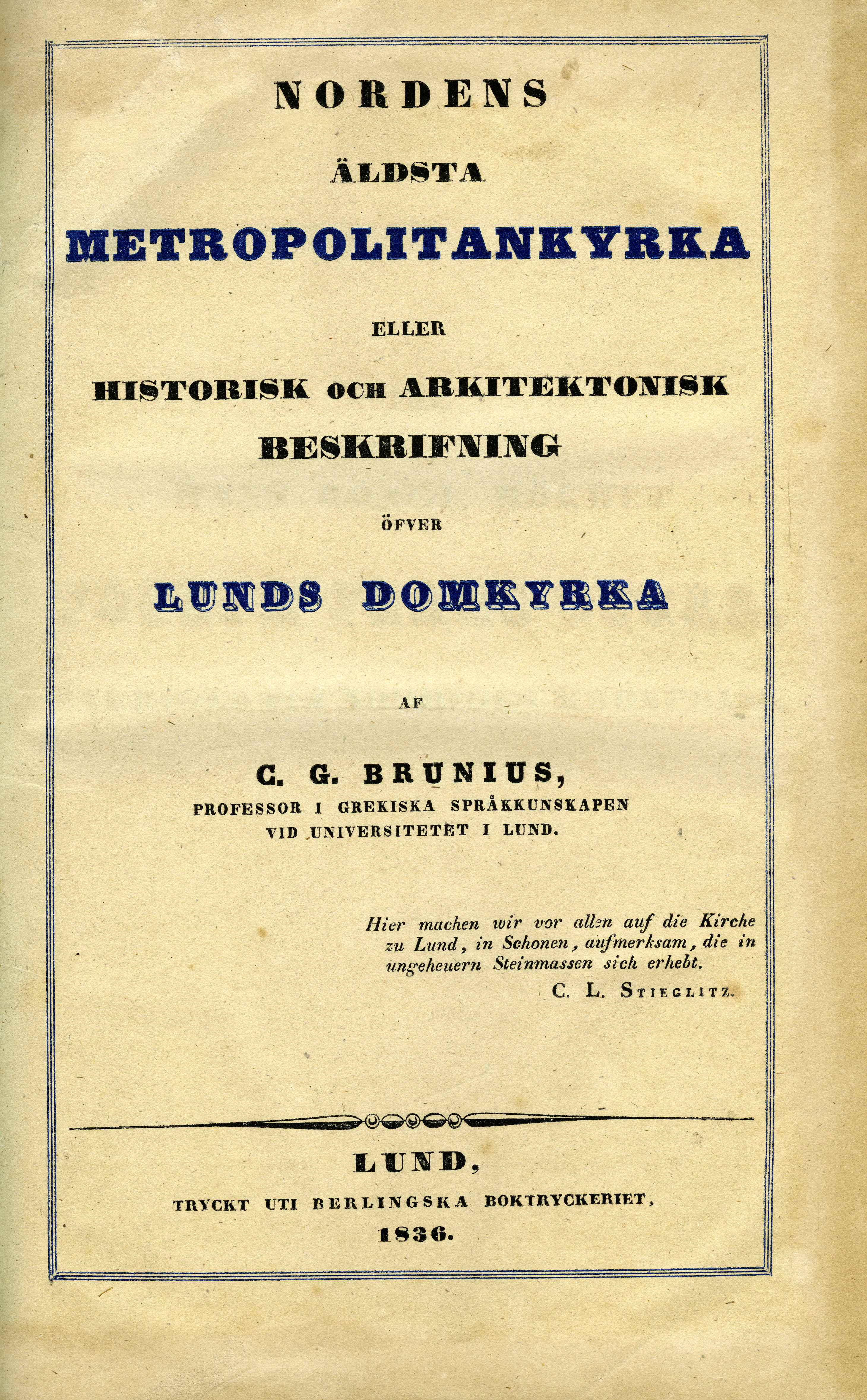
sTitelbladet till Nordens äldsta metropolitankyrka eller Historisk och arkitektonisk beskrifning öfver Lunds domkyrka (1836).

Carl Georg Brunius, född 23 mars 1792 i Tanums socken, Bohuslän, död 12 november 1869 i Lund, var en svensk klassisk filolog, arkitekt och konsthistoriker.

## Biografi
Carl Georg Brunius var son till kyrkoherde Gomer Brunius och Mariana Rodhe (1755–1839). Louise Brunius var hans svägerska. Hans bror August Wilhelm var farfar till skådespelaren John W., tidningsmannen Axel och skriftställaren August Brunius.
Han blev student vid Lunds universitet 1803 och vid Uppsala universitet 1811, filosofie magister i Lund 1814, docent i grekiska 1815, adjunkt i detta ämne 1820 och 1821 tillika i romersk vältalighet och poesi. År 1824 blev han Esaias Tegnérs efterträdare som professor i grekiska. Han utnämndes 1847 till kyrkoherde i Stävie och Lackalänga prebendepastorat i Lunds stift och blev samma år titulärprost. År 1853 valdes han till ledamot av Vitterhetsakademien, och 1858 fick han såsom emeritus avsked från professorsämbetet. 
Brunius framträdde tidigt som latinsk skald, dels genom metriska översättningar från Apollonios och Tyrtaios (i akademiska avhandlingar), dels genom De diis arctois libri sex (1822), ett slags nordisk teogoni, som lär vara det längsta latinska poem någon svensk diktat. År 1857 utgav han sina Poëmata, partim jam ante, partim nunc primum edita. Sin mesta tid ägnade han emellertid åt byggnadskonstens studium och utövning. Under åren 1833–1859 ledde han restaurationsarbetena på Lunds domkyrka (varvid han utförde den djärva höjningen av kryptan), och samtidigt försiggick under hans ledning en mängd andra arbeten: om- och påbyggnad av det gamla bibliotekshuset i Lund (1836–39), räddningsinstitutet i Stora Råby (1840), museibyggnaden och biskopshuset i Lund (1840–44), skolhuset i Helsingborg (1844), Kristinehamns kyrka (1854–57) med flera. Därjämte verkställde han restaurationerna av Växjö domkyrka (1849–52) samt av flera stads- och landskyrkor i Skåne, gav ritningar till nya kyrkor och uppgjorde planer till samt hade ledning vid om- och nybyggnader på skånska herresäten (Jordberga slott, Sövdeborg, Trolleholm med flera). Brunius lät även uppföra en egen bostad vid Mårtenstorget i Lund (Bruniushuset, Kiliansgatan 17) som finns kvar än idag och har genom varsam ombyggnad behållit mycket av sitt ursprung.
Som utövande arkitekt stod Brunius mera på dilettantens än på konstnärens ståndpunkt. Såsom specialforskare och skriftställare i Sveriges äldre konsthistoria förvärvade han ett aktat namn. Redan under åren 1815–17 företog han i arkeologiskt intresse vandringar i Bohuslän. Resultaten av dessa blev de av honom och Johan Gustaf Liljegren utgivna, Nordiska fornlemningar (med 100 planscher, 1823) samt det året före hans död utkomna Försök till förklaringar öfver hällristningar. Den senare beskriver flertalet hällristningar som påträffats i och utanför Bohuslän. Bland hans ganska förtjänstfulla konsthistoriska arbeten må nämnas Nordens äldsta metropolitankyrka (1836; omarbetad och tillökad upplaga 1854), Antiqvarisk och arkitektonisk resa genom Halland, Bohuslän, Dalsland, Vermland och Vestergötland år 1838 (1839), Glimminge faste steenhus i Christianstads lehn i Skaane (1844), Historisk och arkitektonisk beskrifning öfver Helsingborgs Kärna (1845), Skånes konsthistoria för medeltiden (1850), Konstanteckningar under en resa år 1849 (1851), Om renaissans- eller barockstilen i Skåne (1856), Konstanteckningar under en resa till Bornholm år 1857 (1860) samt Gotlands konsthistoria (I-III 1864–66).
Genom sina grundliga forskningar, genom sin oförtrutna opposition mot "ladustilen" i kyrkor och "den fördärvade renässansen" i dåtidens arkitektur samt genom åtskilliga av sina egna byggnadsföretag, särskilt Kristinehamns kyrka, uträttade Brunius mycket gott, i det han väckte uppmärksamheten på den romanska och den gotiska stilen samt visade möjligheten av dessas återupptagande i Sveriges såväl kyrkliga som profana byggnadskonst. Brunius ligger begravd på Östra kyrkogården i Lund. Hans gravsten är ett stort solkors av granit med följande inskription. "Qui quondam fuit hic opifex, Græcæque Professor Linguæ. Romanus quique poeta fuit. Et cui firma manent monumenta per oppida perque Rura ædes iacet hoc BRUNIUS in tumulo MDCCLXXXXII - MDCCCLXIX"

## Kyrkobyggen av Brunius
Kyrkor som Brunius byggt eller byggt om (ofullständig lista)
- 1841: Västra Alstads kyrka
- 1843: Stora Råby kyrka
- 1843: Stångby kyrka
- 1844: Skegrie kyrka
- 1844–1845: Vallkärra kyrka
- 1844–1849: Torrlösa kyrka
- 1846: Tullstorps kyrka
- 1846: Vadensjö kyrka
- 1848: Oxie kyrka
- 1848: Stävie kyrka
- 1848: Veberöds kyrka (Ombyggnad och uppförande av västtorn)
- 1848–1850: Norra Skrävlinge kyrka
- 1849: Hammenhögs kyrka
- 1849–1852:Växjö domkyrka( Större ombyggnad)
- 1849–1851: Tottarps kyrka
- 1850-tal: Heda kyrka
- 1851:  Fuglie kyrka. (Ombyggnad av medeltidskyrkan som revs 1902).
- 1851: Stora Harrie kyrka
- 1851: Rämmens kyrka
- 1851–1852: Avesta kyrka
- 1851–1852: Svedala kyrka
- 1853–1854: Västra Vemmerlövs kyrka
- 1854–1856: Lövestads kyrka
- 1855–1857: Husie kyrka
- 1856–1857: Skurups kyrka
- 1858–1860: Källstorps kyrka
- 1847–1858: Kristinehamns kyrka
- 1859: Igelösa kyrka
- 1860: Löderups kyrka
- 1861: Håstads kyrka